# Municipio de North Sewickley
El municipio de North Sewickley (en inglés: North Sewickley Township) es un municipio ubicado en el condado de Beaver en el estado estadounidense de Pensilvania. En el año 2010 tenía una población de 5,488 habitantes. Su población estimada a mediados de 2019 es de 5,370 habitantes.

## Geografía
El municipio de North Sewickley se encuentra ubicado en las coordenadas 40°48′30″N 80°17′51″O / 40.80833, -80.29750.

## Demografía
Según la Oficina del Censo en 2000 los ingresos medios por hogar en la localidad eran de $41,375 y los ingresos medios por familia eran $44,736. Los hombres tenían unos ingresos medios de $33,431 frente a los $26,179 para las mujeres. La renta per cápita para la localidad era de $18,731. Alrededor del 5% de la población estaban por debajo del umbral de pobreza.